# Дурново, Пётр Павлович
Не следует путать с Петром Николаевичем Дурново (1845—1915), министром внутренних дел (1905—1906).
Пётр Па́влович Дурново́ (11 [23] апреля 1835, Вена — 19 августа 1919, Петроград) — русский государственный и военный деятель, генерал от инфантерии (1890), управляющий Департаментом уделов (1882—1884), харьковский (1866—1870) и московский (1872—1878) губернатор, московский генерал-губернатор (1905), член Государственного совета.

## Биография
Родился в Вене 11 (23) апреля 1835 года. Происходил из дворянского рода Дурново — сын гофмейстера Павла Дмитриевича Дурново (1804—1864) от брака его с княжной Александрой Петровной Волконской (1804—1859). По отцу — внук тайного советника Д. Н. Дурново, по матери — внук генерал-фельдмаршала князя П. М. Волконского. Крестник императрицы Александры Фёдоровны и А. Н. Демидова. 
Получив первоначальное домашнее образование, учился в Пажеском корпусе, по окончании которого в августе 1853 года был выпущен корнетом в Кавалергардский полк. Вскоре был причислен к Императорской военной академии, которую окончил в 1855 году. В период Крымской войны принимал участие в защите крепости Свеаборг.
Поручик гвардии с 23 апреля 1857 года. В 1859 году пожалован флигель-адъютантом императора и командирован к главнокомандующему Кавказской армии генерал-фельдмаршалу князю А. И. Барятинскому; принимал участие в боевых действиях против горцев. Был причислен к Генеральному штабу и 3 апреля 1860 года переименован в штабс-капитаны гвардейского Генерального штаба.
С 16 февраля 1862 года служил при канцелярии военного министра; капитан с 17 апреля 1862 года. В 1863 году был переведён в распоряжение командующего войсками Киевского военного округа; с 29 апреля 1864 года — полковник.
В ноябре 1866 года был произведён в генерал-майоры с зачислением в Свиту Е. И.В и в декабре назначен на должность харьковского губернатора, которую занимал до июня 1870 года.
В период с 16 декабря 1872 по 14 сентября 1878 года был московским губернатором. В 1872 году Дурново выступил одним из семи учредителей Сибирского торгового банка. С 30 августа 1876 года — генерал-лейтенант.
В 1878—1882 гг. состоял при министре внутренних дел, затем — управляющим Департамента уделов (14.02.1882 — 9.05.1884). С 1885 года состоял по Военному министерству (до 11.08.1904) и в то же время принимал активное участие в работе Санкт-Петербургской городской думы, где был одним из наиболее влиятельных гласных «стародумской партии»; состоял председателем финансовой комиссии городской думы. Одновременно был председателем Славянского благотворительного общества (с 1882). Был произведён в генералы от инфантерии 30 августа 1890 года.
В августе 1904 года П. П. Дурново был назначен членом Государственного совета. В июле 1905 года пожалован в генерал-адъютанты.
С 1881 по июль 1917 года гласный петербургской Городской думы (с 1904 г. председатель), представитель СПб. в губернском земском собрании, избирался членом Городской управы, председатель Постоянной финансовой комиссии Городской думы СПб. Собирал произведения искусства и экзотические растения.
Дурново жил в родовом особняке на Английской наб., 16, владел дачей Дурново на Полюстровской набережной, а также соседними с ней доходными домами (№ 13-15).
С июля по ноябрь 1905 года был московским генерал-губернатором и командующим войсками Московского военного округа.
В. Ф. Джунковский указывал:

П. П. Дурново было в то время лет 70 от роду, но физически он был довольно бодр. Это был очень богатый человек, но скупой и, как многие богатые люди, страдал самодурством. К делу он не был приспособлен, хотя до этого занимал серьёзные административные должности … Человек неглупый, но заниматься делами любил только на словах и при этом всегда хвастался. Престижа не внушал, также и доверия, обращая внимание только на мелочи и на внешнюю сторону. Своим генерал-губернаторством упивался и, если можно так выразиться, хорохорился. В серьёзные минуты не то что терялся, но не понимал их и не учитывал обстановки, старался брать с генерал-губернаторства то, что ему нравилось, а до всего другого ему как будто дела не было… В Москве генерал-губернатор П. П. Дурново не отдавал себе отчета в том, что происходит, а может быть, и не хотел отдавать себе отчета и делал вид, будто это вовсе не сознательно нарождающийся переворот. Он продолжал заниматься глупостями, мешал градоначальнику работать разными неуместными вопросами, как, например, звонил ему по телефону, спрашивая, почему околоточные ходят с портфелями, затем, вернувшись с какой-нибудь поездки по городу, звонил опять и проверял градоначальника, знает ли он, доложено ли ему из участков, по каким улицам он проехал, и т. д.
Граф С. Ю. Витте писал о нём: 

Он был человек не глупый, но больше на словах, нежели на деле. Любил говорить, спорить, но никаким делом серьёзно заниматься не мог … Он совсем в Москве запутался, ничего не знал, что там делалось, в конце концов, так растерялся, что выходил в генерал-адъютантском мундире на площадь для переговоров с революционной толпой с красными флагами и снимал при этом военную шапку
Награды Российской империи: орден св. Анны IV ст. (1855), назначен флигель-адъютантом к Его Императорскому Величеству (1859), орден св. Владимира IV ст. и Монаршее благоволение (1861), орден св. Станислава II ст. (1863), орден св. Анны II ст. (1865), чин генерал-майора с назначением в Свиту Его Величества (1866), Монаршее благоволение и орден св. Станислава I ст.(1868), орден св. Анны I ст. (1870), орден св. Владимира II ст. и Высочайшая благодарность (1874), Высочайшая благодарность (1875), Высочайшая благодарность (1876), Высочайшая благодарность (1877), орден Белого Орла (1878), орден св. Александра Невского (1883), Высочайшая благодарность (1884), Монаршее благоволение (1891), бриллиантовые знаки ордена св. Александра Невского (1903), назначение генерал-адъютантом к Его Императорскому Величеству и знак беспор. службы за XL лет (1905), знак беспор. службы за L лет (1908), Высочайшая благодарность за попечительство по оказанию помощи семействам воинов, участвовавших в русско-японской войне и за «понесенные труды» (22.07.1909), орден св. Владимира I ст. (19.02.1911).
Иностранные награды: шведский орден Меча (1860), прусский Красного Орла III ст. (1861), потомственный команд. крест Мальтийского ордена св. Иоанна Иерусалимского (1865), персидский орден Льва и Солнца I ст. (1873), прусский орден Красного Орла II ст. со звездой (1874), австрийский орден Жёлтой Короны I ст. (1874), шведский орден Полярной Звезды большого креста (1875), итальянский орден Короны I ст. (1876), датский орден Даненброга бол. кр. (1876), греческий орден Спасителя I ст. (1876), черногорский Данииала 1-го I ст. (1882), болгарский орден св. Александра I ст. (1884), болгарский «За гражд. заслуги» I ст. (1896), французский Почётного Легиона большой офицерский крест (1899).

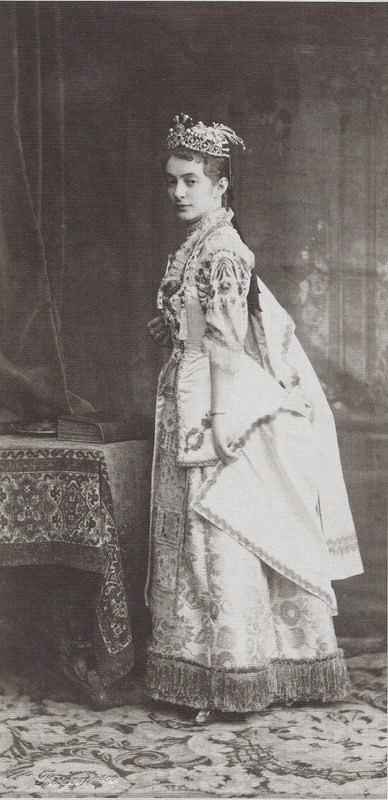
Мария Дурново (1883)

## Семья
Жена — княжна Мария Васильевна Кочубей (17.09.1848—15.02.1894), фрейлина двора (23.10.1866), дочь князя Василия Викторовича Кочубея от брака с княгиней Еленой Павловной Белосельской-Белозерской, урождённой Бибиковой. Её сестрами по матери были княгиня Е. Э. Трубецкая и графиня О. Э. Шувалова.
По словам современницы, Мария Дурново была очаровательной женщиной, не только по наружности, но по своим изысканным вкусам. Всеми своими повадками она напоминала изящнейших английских мисс. Особую прелесть ей придавало её игривое остроумие, блестящий разговор и полное отсутствие аффектации. Будучи очень богатой, первые годы после замужества она вела светский образ жизни и была влиятельной фигурой в петербургском обществе. Позже, она оставила придворную жизнь и проводила время в небольшом кругу близких друзей в своем роскошном особняке на Английской наб., 16. Умерла в Петербурге от острого воспаления легких. После отпевания в Александро-Невской Лавре её прах был перевезен в Диканьку и похоронен в Николаевской церкви в семейной усыпальнице Кочубеев. В браке родились:
- Павел Петрович (1872—1909) — капитан, участник Цусимского сражения.
- Александра Петровна (1878—1951) — фрейлина, жена последнего украинского гетмана П. П. Скоропадского.